# Alexícrates
Alexícrates (Alexicrates, Ἀλεξικράτης) fou un filòsof pitagòric que va viure en temps de Plutarc, a començament del segle primer. Ell i els seus deixebles observaven estrictament la dieta de Pitàgores i s'abstenien de menjar peix.